# Ментон (Мічиган)
Ментон (англ. Manton) — місто (англ. city) в США, в окрузі Вексфорд штату Мічиган. Населення — 1258 осіб (2020).

## Географія
Ментон розташований за координатами 44°24′41″ пн. ш. 85°24′2″ зх. д. / 44.41139° пн. ш. 85.40056° зх. д. (44.411345, -85.400523).  За даними Бюро перепису населення США в 2010 році місто мало площу 4,18 км², з яких 4,04 км² — суходіл та 0,14 км² — водойми.

## Демографія
Згідно з переписом 2010 року, у місті мешкало 1287 осіб у 504 домогосподарствах у складі 327 родин. Густота населення становила 308 осіб/км².  Було 577 помешкань (138/км²).
Расовий склад населення:
| - 96,3 % — білих - 0,9 % — корінних американців - 0,5 % — чорних або афроамериканців |

До двох чи більше рас належало 1,9 %. Частка іспаномовних становила 2,3 % від усіх жителів.
За віковим діапазоном населення розподілялося таким чином: 30,0 % — особи молодші 18 років, 55,6 % — особи у віці 18—64 років, 14,4 % — особи у віці 65 років та старші. Медіана віку мешканця становила 31,9 року. На 100 осіб жіночої статі у місті припадало 90,4 чоловіків;  на 100 жінок у віці від 18 років та старших — 82,4 чоловіків також старших 18 років.
Середній дохід на одне домашнє господарство  становив 41 347 доларів США (медіана — 34 667), а середній дохід на одну сім'ю — 45 185 доларів (медіана — 43 750). Медіана доходів становила 32 308 доларів для чоловіків та 21 875 доларів для жінок. За межею бідності перебувало 17,6 % осіб, у тому числі 25,2 % дітей у віці до 18 років та 6,3 % осіб у віці 65 років та старших.
Цивільне працевлаштоване населення становило 466 осіб. Основні галузі зайнятості: освіта, охорона здоров'я та соціальна допомога — 18,5 %, виробництво — 15,9 %, мистецтво, розваги та відпочинок — 12,7 %, науковці, спеціалісти, менеджери — 12,0 %.